# Toxocara
Toxocara ist eine Gattung der Spulwürmer, die als Parasiten im Dünndarm von Säugetieren leben. Die Vertreter sind kräftig und weiß bis cremefarben. Die Weibchen sind bis 18 cm lang, die Männchen bis zu 10 cm. Beim Menschen können sie die Toxocariasis auslösen.

## Merkmale
Die Mundöffnung ist von drei kräftigen Lippen umgeben. Sie sind dreilappig und haben einen gezackten Rand. Zwischenlippen (Interlabia) sind nicht ausgebildet. Die Zervikalflügel weisen ein grobes Streifenmuster auf. Der Ösophagus ist am Ende kolbenförmig aufgetrieben. Das Hinterende trägt bei Männchen einen fingerförmigen Fortsatz, Kaudalflügel sind ausgebildet. Am Hinterende sitzen zwei Reihen kräftiger Papillen. Die beiden Begattungsorgane der Männchen (Spicula) sind geflügelt. Der Vulva der Weibchen liegt im Körperviertel, der Uterus hat einen langen unpaaren Teil. Die Eier sind dickschalig, nahezu rund und haben auf der Oberfläche eine deutliche Zeichnung.

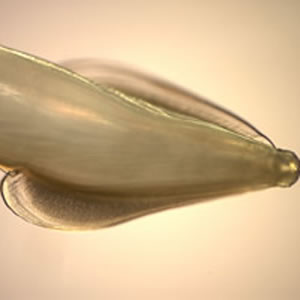
Vorderende mit Zervikalflügeln
REM-Aufnahme der gezackten drei Lippen
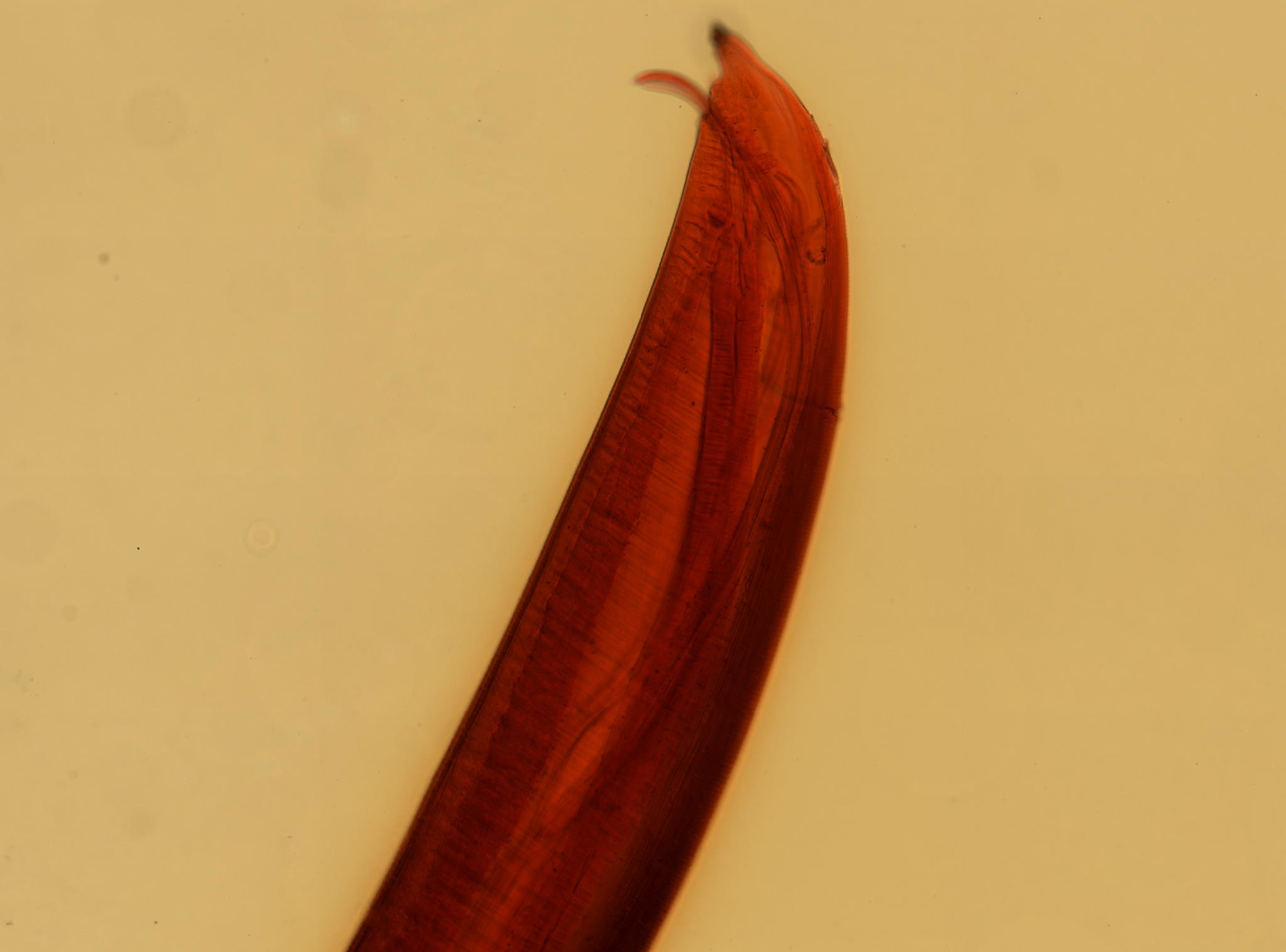
Hinterende eines Männchen mit Fortsatz und Spiculum
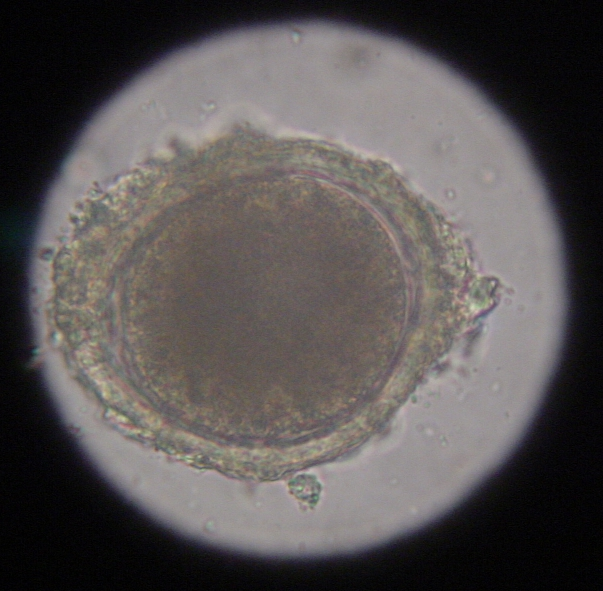
Toxocara-Ei

## Arten
Von tiermedizinischer Bedeutung sind:
- Toxocara canis, Wirte: Hunde, Füchse
- Toxocara mystax (Syn. Toxocara cati), Hauptwirt Katzen → Spulwurmbefall der Katze
- Toxocara malayiensis, Hauptwirt Katzen
- Toxocara vitulorum (Syn. Neoascaris vitulorum), Wirte: Rinder, Büffel

Weitere Vertreter sind:
- Toxocara alienata, Hauptwirt Krabbenwaschbär
- Toxocara anacumae, Hauptwirt Japanischer Dachs
- Toxocara apodemi, Hauptwirt Brandmaus
- Toxocara canarisi, Hauptwirt Serval
- Toxocara cynonycterides, Hauptwirt Leschenault-Flughund
- Toxocara elephantis, Hauptwirt Indischer Elefant
- Toxocara genettae, Hauptwirt Südliche Kleinfleck-Ginsterkatze
- Toxocara hippopotami, Hauptwirt Flusspferd
- Toxocara herpestum, Hauptwirt Ichneumon
- Toxocara indica, Hauptwirt Echte Bandikutratte
- Toxocara lyncis, Hauptwirt Karakal
- Toxocara mackerrasae, Hauptwirt Australische Buschratte
- Toxocara manzadiensis, Hauptwirt Kaffernbüffel
- Toxocara paradoxura, Hauptwirt Fleckenmusang